# Bivektor
Bivektor (tudi 2-vektor) je količina v geometrijski in Grassmanovi algebri (zunanja algebra), ki posplošuje pojem vektorja. Skalar ima ničelno razsežnost, vektor je enorazsežna usmerjena količina, bivektor pa je dvorazsežna usmerjena količina.  
Bivektorji nastanejo pri zunanjem produktu dveh vektorjev. Za dva dana vektorja {\displaystyle {\vec {a}}\,} in {\displaystyle {\vec {b}}\,} dobimo bivektor kot njun zunanji produkt {\displaystyle {\vec {a}}\land {\vec {b}}\,}. Bivektorje, ki jih dobimo kot samo eden zunanji produkt, imenujemo enostavni bivektorji. V dveh in treh razsežnostih so vsi bivektorji enostavni, v več razsežnih prostorih to ni vedno res. 
Enostavni bivektor si geometrijsko lahko predstavljamo kot usmerjeni odsek (segment) ravnine. Podobno si lahko vektor predstavljamo kot usmerjeno daljico. Pri tem je bivektor {\displaystyle {\vec {a}}\land {\vec {b}}\,} velikost površine paralelograma s stranicama {\displaystyle {\vec {a}}\,} in {\displaystyle {\vec {b}}\,}. Podobno kot lahko vektor premikamo po premici, lahko bivektor premikamo po ravnini in se pri tem bivektor ne spremeni.    

## Zgodovina
Bivektor je prvi definiral nemški matematik Hermann Günther Grassmann (1809–1877). Okoli leta 1843 je irski fizik, astronom in matematik William Rowan Hamilton (1805–1865) odkril kvaternione. Angleški matematik William Kingdon Clifford (1845–1879) je združil Grassmanovo zunanjo algebro in Hamiltonove kvaternione.
Danes se bivektorji proučujejo v geometrijski algebri (je bolj omejena kot Cliffordova algebra), nad realnimi ali kompleksnimi vektorskimi prostori z neizrojenimi kvadratnimi formami.